# Adine Masson
Adine Masson war eine französische Tennisspielerin um die Wende vom 19. zum 20. Jahrhundert.

## Erfolge
Masson gewann zum ersten Mal im Jahr 1897 die französischen Tennismeisterschaften, die damals zum ersten Mal ausgetragen und im Herausforderungsmodus gespielt wurden – die Siegerin war im Jahr darauf im Finale gesetzt. Die Französin gewann 1898 und 1899 und wurde erst im Jahr 1900 von ihrer Landsfrau Yvonne Prévost besiegt. Zwei Jahre später (1902) gelang es Adine Masson, den Titel zurückzuholen und 1903 zu verteidigen, bis sie von ihrer Landsfrau Kate Gillou-Fenwick endgültig abgelöst wurde. Sie war die erste Siegerin des Pariser Turniers und konnte den Titel fünf Mal gewinnen (1897–1899 und 1902–1903).